# Владимир Вазов
Владимир Минчов Вазов е български офицер (генерал-лейтенант). Той ръководи българските части по време на успешната отбранителна операция при Дойран по време на Първата световна война.

## Биография

### Ранни години
Владимир Вазов е роден на 14 май 1868 г. в Сопот, Карловско, и е осмото дете в семейството на Минчо Вазов и Съба Хаджиниколова. Негови братя са писателят Иван Вазов, генералът Георги Вазов и политикът Борис Вазов.
През юли 1877 година, малко след началото на Руско-турската война (1877-1878), експедицията на руския Преден отряд на генерал Йосиф Гурко в Подбалканската област и скорошното му оттегляне на север поставят началото на вълна от масови насилия на османски редовни и нередовни войски, при които е опожарен и Сопот. Бащата и най-големият брат на Владимир Вазов са убити, а той с майка си и баба си бяга в Пловдив, откъдето след това е интерниран в Араповския манастир „Св. Неделя“ в Станимашко.
След Освобождението брат му Никола издига нова къща, на място на опожарената през войната, а той, заедно с майка си Съба се преместват да живеят в Стара Загора, където се е установил като лекар по-големият му брат Кирил. Там Владимир Вазов завършва трети клас (съвременен 7 клас), след което заминава за Пловдив, където са майка му и брат му Иван. В Пловдивската гимназия Вазов завършва четвърти и пети клас (съвременни 8 и 9 клас). Когато постъпва в 6 клас (съвременен 10 клас), през есента на 1885 година е обявено Съединението, а по-късно избухва и Сръбско-българската война, Владимир Вазов, едва седемнадесетгодишен се явява пред наборна комисия, за да бъде записан като войник. Комисията го изслушва, но поради малката му възраст и факта, че четирима от неговите по-големи братя са записани вече в редовете на войската, не е приет.
След като завършва шести гимназиален клас през 1886 г. Владимир Вазов издържа успешно приемния изпит и постъпва във Военното училище в София. Така на 14 януари 1886 година юнкер Владимир Вазов е зачислен в първия специален клас. След петнадесетмесечно обучение, на 27 април 1887 година старши портупей юнкер Вазов завършва с осмия випуск и е произведен в чин подпоручик. От 163-мата от този випуск, той завършва 4-ти по успех, което му дава правото да избира рода на оръжието и гарнизона, в който да служи. След производството си е зачислен във 2-ри артилерийски полк в Шумен.
В Шумен служи в 3-та батарея от полка, командвана от майор Пантелей Ценов. На 18 май 1890 г. e произведен в чин поручик. През 1891 г. е командир на новосформираната в полка планинска полубатарея. През 1893 година трябва да се получат новите германски оръдия, за което е формирана комисия с председател майор Калин Найденов, в която е включен и поручик Вазов. Във връзка с тази комисия през 1892 година Вазов и Найденов са командировани в заводите на Круп в Есен, Германия. По това време се поставя началото на планинската артилерия в българската армия, като за целта са формирани две сборни планински батареи, като едната от които е поверена на поручик Вазов. На 2 август 1894 е произведен в чин капитан, след което през ноември същата година е приведен като старши офицер в батарея от 4-то артилерийско отделение в София.
През 1896 г. е преместен в 4-ти артилерийски полк, а през 1900 година Владимир Вазов служи като командир на 1-ва батарея в 4-ти артилерийски полк, а през 1909 г. е и началник на отдел в същия полк, като достига до длъжността командир на бригада. В периода 1902 – 1903 г. е командирован в Стрелковата артилерийска школа в Царское село в Русия, при избора на скорострелни оръдия за българската артилерия през 1904 г. е избран за член на специалната комисия, която прави сравнителни изпитания в Германия и Франция, а през 1905 г. завършва курс за обучение по стрелба във Франция. На 31 декември 1906 година е произведен в чин подполковник.
На 17 февруари 1906 г. със заповед на военния министър генерал Михаил Савов се създава специална Артилерийска школа, на която подполковник Вазов е назначен за помощник-началник. В началото на 1907 г. заема длъжността началник на строево-домакинското отделение в Артилерийската инспекция, след което през 1909 г. е преведен за командир на артилерийско отделение в 4-ти артилерийски полк, а през есента на 1910 г. е преместен в 5–и артилерийски полк като командир на артилерийско отделение. По-късно е повишен в длъжност помощник-командир на полк. През 1911 г. е върнат на длъжността началник на строево-домакинското отделение в Артилерийската инспекция.
На 12 април 1912 г. е произведен в чин полковник.

### Балкански войни (1912 – 1913)
През Балканската война (1912 – 1913) полковник Вазов командва 4-ти скорострелен артилерийски полк в 1-ва пехотна софийска дивизия. На 5 октомври цар Фердинанд с манифест обявява войната с Турция и под командването на Вазов са 21 офицери и 1168 подофицери и войници.
На 9 октомври участва в боя при Гечкинли, в който българите удържат победа въпреки съотношението 2,5:1 в полза на турската армия. На 17 и 18 октомври участва в боевете при овладяването на Люлебургас. Участва и в щурма на укрепената Чаталджанска позиция на 4 и 5 ноември.
През Междусъюзническата война (1913) отново като командир 4-ти скорострелен артилерийски полк участва в боевете между Цариброд и Пирот, при Бубляк, Дренова глава и Градоман.
След демобилизацията до 1 декември 1914 полковник Вазов командва същия 4-ти артилерийски полк, веднага след което за трети път е назначен за началник на строево-домакинското отделение в Артилерийската инспекция.

### Първа световна война (1915 – 1918)
Най-големите успехи на Владимир Вазов са по време на Първата световна война (1915 – 1918). В началото на войната е назначен за командир на 5-а артилерийска бригада с която взема участие в битката при завоя на Черна. На 1 март 1917 г. е назначен за командир на Девета пехотна плевенска дивизия, която е в състава на 1-ва армия. Дивизията още от 1916 г. под командването на генерал-майор Стефан Нерезов заема участъка от р. Вардар на изток до Дойранското езеро.
Още с назначаването си той обхожда цялата позиция и дава наставления за укрепването ѝ. Под негово ръководство се създава дълбокоешелониран район за отбрана. Благодарение на обширните си познания по фортификация, както и на влиянието на генерал Георги Вазов, той отдава изключително значение на укрепването на позицията.
Тези усилия на полковник Вазов не са напразни. В рамките на четири дни (22 – 26 април 1917) 86 тежки и 74 полеви оръдия изстрелват над 100 000 снаряда без особен ефект. Вражеските части дават над 1000 жертви и множество пленници. След атаките на 8 и 9 май само 34-ти троянски пехотен полк погребва повече от 2250 вражески войници и 40 офицери. На 20 май 1917 г. Вазов е произведен в чин генерал-майор.
През лятото на 1918 г. Дойранският укрепен район е съставен от четири разположени в дълбочина позиции и е още по-добре укрепен поради факта, че преодоляването му открива най-прекия възможен път към долината на р. Вардар – една изключително стратегическа позиция.
Боевете, които се провеждат на 16, 17 и 18 септември 1918 г., са още известни като Дойранската епопея. Срещу дивизията на Вазов се изправят 3 английски и 2 френски дивизии, 1 гръцка тежка артилерийска бригада и един гръцки конен полк. Превъзходството в полза на противника е многократно. Започва и газова атака. Тогава генералът казва на българските войници и офицери:
| „ | Трябва да победим или да умрем – друг избор няма! | “ |

На 16 септември Вазов лично обхожда позицията за последни наставления преди епичната битка. По-късно същия ден противникът започва усилена артилерийска подготовка, която на 17 септември преминава в артилерийска подготовка за атака. На следващия ден артилерията изстрелва снаряди с бойни отровни вещества, което принуждава защитниците да действат с противогазови маски. След ожесточени боеве противникът бива изтласкан, като дава над 10 000 жертви.
На 29 септември 1918 г. идва Солунското примирие, армията е демобилизирана и генерал Вазов е назначен за началник на плевенската 9-а дивизионна област в Пловдив. През 1919 г. е назначен за началник на 2-ра военно-инспекционна област в Пловдив, а от август същата година е инспектор на артилерията в Министерството на войната.
След войната се демобилизира и бива назначен за началник на 2-ра армейска област, а за кратко време след това е инспектор на артилерията.

### Междувоенен период
На 24 февруари 1920 г. е произведен в чин генерал-лейтенант и преминава в запаса и става председател на Съюза на запасните офицери, който пост заема най-дълго в историята на организацията (от 1920 – 1921 и втори мандат 1924 – 1930). През октомври 1922 г. той с група висши офицери от запаса – Борис Сирманов, Георги Тодоров, Г. Ценов и др. основава опозиционното формирование Български народен съюз „Кубрат“, с цел противопоставяне на следвоенните революционни заплахи и политическата криза, за съпротива срещу земеделския режим и борба с комунистическото движение, членове са запасните офицери, „партиите на реда“, македонските и студентските среди. БНС Кубрат съществува в конспирация до 9 юни 1923 г., след което се легализира, участва в Народния сговор и активно в потушаването на Септемврийския комунистически метеж. През октомври 1923 година генералът е избран в ръководството на комитет „Народна признателност“, чиято цел е подпомагане на жертвите на „комунистическия метеж“ от септември същата година.
На 7 април 1926 г. Вазов става кмет на София. По време на неговото управление до 14 март 1932 г., най-продължителното до този момент в историята на длъжността, е реорганизирана пожарната, работи се по строителството на рилския и витошкия водопроводи, разширена е електрификацията, изградени са 22 километра нови трамвайни линии, повечето стари дървени мостове по Перловската и Владайската река са заменени със стоманобетонни.
В 1936 г. английските ветерани канят своя най-достоен противник на бойното поле. Вазов е поканен в Англия да присъства на конгрес на организацията Британски легион, честващ победата на имперската армия през Първата световна война. Посрещат го с уважение и най-големи почести. На гара „Виктория“ в Лондон българинът е посрещнат от кмета на столичния град на империята. Настанен е в замъка на лорд Харболи, където е отсядал Наполеон. Когато минава, е построен почетен легион със знамена. Тогава генерал Хамилтън, който го придружава, командва: „За почест, мирно!“ На парада участват 3000 военни и 200 бойни знамена. Когато се явява делегацията с българина, лорд Милн заповядва:
| „ | Свалете знамената! Минава ген. Вазов – победителят от Дойран! | “ |

Председателят на Британския легион Майор Готлей го представя с думите:
| „ | Ще дам думата на българския генерал Вазов. Той е от малцината чужди генерали, чието име фигурира в официалната ни история. | “ |

Генерал-лейтенант Владимир Вазов е интерниран от комунистическата власт след 9 септември в ловешкото село Рибарица, където умира в дълбока бедност на 20 май 1945 г. Синовете му са осъдени от комунистическия Народен съд и заточени в лагери. Неговото погребение в Тетевен е скромно сложен е само един дървен кръст с името му – Владимир Вазов, а после гробището е ликвидарано и костите – изхвърлени.

## Семейство
Владимир Вазов е женен за Мара Горанова, от която има трима синове. Третият носи неговото име Владимир и продължава офицерското поприще на баща си, кавалер е на орден „За храброст“ от боя за Стражин, осъден от Народния съд на 10 г. строг тъмничен затвор. След писмо на майка му до Вълко Червенков е помилван и освободен на 13 декември 1950 г. Тримата му синове са преследвани от комунистическата власт.

## Памет
На Владимир Вазов е наречен булевард в София (Карта).

## Военни звания
- Подпоручик (27 април 1887)
- Поручик (18 май 1890)
- Капитан (2 август 1894)
- Майор (1903)
- Подполковник (31 декември 1906)
- Полковник (5 април 1912)
- Генерал-майор (20 май 1917)
- Генерал-лейтенант (7 януари 1920)

## Награди
- Военен орден „За храброст“ IV степен (Сръбско-българска война)
- Кръст „За XX години отлична служба“ (1907)
- Военен орден „За храброст“ III степен, 2-ри клас (Балканска война)
- Народен орден „За военна заслуга“ III степен на военно отличие (Междусъюзническа война)
- Военен орден „За храброст“ III степен, 1-ви клас (1917)
- Народен орден „За военна заслуга“ II степен, с военно отличие (1921)
- Военен орден „За храброст“ II степен (1921)
- Княжеский орден „Св. Александър“ V степен без мечове
- Народен орден „За военна заслуга“ I степен (24 февруари 1920); 5-и клас на военна лента
- Османски медал „За бойни заслуги"[12]
- Османски сребърен орден „Лиякат“, 11 май 1917[12]